# Грязи-Волгоградские
Гря́зи-Волгогра́дские — участковая железнодорожная станция Мичуринского региона Юго-Восточной железной дороги на юго-востоке города Грязи Липецкой области, третий по значимости вокзал города (после Воронежского и Орловского).
Установленный километраж — 471 километр.

## История
Станция построена в 1869 году вместе с линией Грязи — Поворино — Волгоград. В 50-е годы была электрифицирована переменным током напряжения 25 кВ в рамках электрификации всего Грязинского железнодорожного узла.

## Описание
На станции более 15 путей, и она является основной станцией грязинского железнодорожного узла с точки зрения погрузки/выгрузки. Недалеко от станции расположены также локомотивное депо «Грязи» и вагонное депо. Благодаря соединительным ветвям имеет связь со станциями Грязи-Воронежские и Грязи-Орловские, а также с постом 474 км (на южном направлении). На станции заканчивается контактная сеть, далее на восток до Иловли идёт неэлектрифицированный участок (с пересечением с электрифицированной железной дорогой на станции Поворино). 
На станции расположен двухэтажный вокзал со шпилем, водонапорная башня, грузовой двор и множество хозяйственных построек. 
В западной горловине станции расположен мост, соединяющий южную и северную части города Грязи. 

## Движение
Пассажирские поезда дальнего следования на станции не останавливаются, хотя ранее там останавливались некоторые поезда дальнего следования (до начала 2000-х годов).
Станция ежедневно обслуживает только 2 пары пригородных дизель-поездов (РА2) по маршруту Грязи-Воронежские — Жердевка).

## Расписание электропоездов
| Номер | Маршрут                    | Время прибытия | Время отправления |
| ----- | -------------------------- | -------------- | ----------------- |
| 6586  | Грязи Воронежские-Жердевка | 08:45          | 08:46             |
| 6590  | Грязи Воронежские-Жердевка | 17:50          | 17:51             |
| 6589  | Жердевка-Грязи Воронежские | 07:26          | 07:27             |
| 6585  | Жердевка-Грязи Воронежские | 18:49          | 18:50             |